# Rossura
Rossura est une localité et une ancienne commune suisse du canton du Tessin, située dans le district de Léventine

## Bâtiments
Il est reconnu comme bien culturel suisse d'importance nationale avec l'Église des « SS. Lorenzo e Agata » (Saints-Laurent-et-Agathe en français), mentionnée dès 1247, puis réaménagée et agrandie à plusieurs reprises.

## Sources
- Inventaire suisse des biens culturels d'importance nationale et régionale, édition de 1995.
- Mario Fransioli, « Rossura » dans le Dictionnaire historique de la Suisse en ligne, version du 1er juin 2010.

- (de) Cet article est partiellement ou en totalité issu de l’article de Wikipédia en allemand intitulé « Chiggiogna » (voir la liste des auteurs).